# Het Convent
Het Convent is een Hoogstraats bewonerscollectief dat zich verdienstelijk heeft gemaakt door zich in te zetten voor het behoud en de restauratie van het begijnhof van Hoogstraten. Het begrip 'convent' is een vergadering, of een gemeenschappelijke woning in een begijnhof, en vindt zijn oorsprong in het Latijnse woord 'conventus,' wat 'samenkomst' betekent.

## Ontstaan
Een opmerkelijk verhaal dat verband houdt met 'Het Convent' is het verhaal van "Het Convent" zelf. In de jaren negentig van de twintigste eeuw wilde het gemeentebestuur het begijnhof herverkavelen en nieuwbouwappartementen bouwen. In reactie hierop diende op 27 februari 1992 Jef Martens, een beeldhouwer en directeur van het plaatselijke Instituut voor Kreatieve Opvoeding (1KO), een schriftelijke aanvraag in om het begijnhof van Hoogstraten te restaureren. Hoewel deze aanvraag op naam werd gesteld van "Het Convent," bestond deze vereniging feitelijk nog niet, en er was geen gevestigde groep Hoogstraatse burgers die er deel van uitmaakte. De aanvraag werd alleen ondertekend door Jef Martens zelf. Enkel zijn vriend Luc De Backker wist er van. Niemand anders was op de hoogte van het feit dat deze verzonnen vereniging deze aanvraag had ingediend. Het Convent was in feite niet meer dan een naam die verwees naar het voormalig gemeenschapshuis van de nonnen op het begijnhof.
Jef Martens legde uit dat hij als burger vond dat de ernstig verwaarloosde staat van het begijnhof niet langer getolereerd mocht worden. Dit leidde tot gesprekken en een eenvoudig basisidee: het probleem moest oplosbaar zijn door de meer dan dertig woningen in het centrum te behouden en mensen te helpen die op zoek waren naar grond of een huis. Dit initiatief leidde tot de vorming van een groep mensen die later een uniek restauratieplan zouden ontwikkelen. Binnen drie maanden ontwikkelden Jef Martens, Luc De Backker, Frans Horsten, Harry Van Der Pas, Frans Vanluffelen, Jan Mercelis en Yves Van Den Brande een visie voor de restauratie, die werd vastgelegd in statuten en contracten.

## Frans Horsten
Wat begon als een informele groep gelijkgestemden, groeide uit tot een officieel erkende organisatie die later meerdere prestigieuze Monumentenprijzen zou ontvangen. Frans Horsten geloofde sterk in het belang van restauratie als een manier om het verleden te behouden, met diep respect voor wat bewaard moest blijven en met oog voor de toekomst. De vereniging heeft een prominente rol gespeeld bij de bescherming en herbestemming van waardevol erfgoed, waarbij Frans Horsten als dossiervreter een van de sleutelfiguren was.
Frans Horsten, geboren op 1 oktober 1947 in Turnhout, is gepassioneerd door erfgoed en de verhalen die ermee verbonden zijn. Als redacteur van het plaatselijk maandblad De Hoogstraatse Maand was hij vertrouwd met de plaatselijke geschiedenis. Hij staat vooral bekend om zijn cruciale rol als drijvende kracht achter de redding en restauratie van het historische begijnhof in Hoogstraten. Zijn inzet en diepgaande kennis hebben bijgedragen aan het behoud van het begijnhof en de erkenning ervan als Werelderfgoed. Het project begon in Hoogstraten maar wierp ook licht op de uitdagingen waarmee begijnhoven wereldwijd werden geconfronteerd.
Het werk van Frans Horsten en zijn medestanders speelde een belangrijke rol in het herinneren van mensen aan de waarde van cultureel erfgoed in een tijd van snelle veranderingen. Daarnaast was het een krachtig signaal tegen ruimtelijk wanbeleid en riep het op tot creatieve herbestemming van bestaande gebouwen en stadsvernieuwing in het algemeen. Frans Horsten vervulde een centrale rol als ondervoorzitter en secretaris van de vereniging. Bovendien heeft hij het boek Van Blufpoker tot monumentenprijs geschreven.
Hij is ook betrokken als projectcoördinator bij de werkgroep rond de bescherming van de Kloostersite in Meer.

## Andere initiatieven
'Het Convent' fungeerde ook als een katalysator voor andere erfgoedinitiatieven. In 1993 werd de wet op de landloperij afgeschaft. Dit bracht met zich mee dat Wortel-Kolonie als staatseigendom van de hand zou gedaan worden. Onder leiding van onder andere Jef Martens, Huibrecht Provoost en Frans Horsten, met steun van een honderdtal lokale verenigingen en de algehele bevolking van Hoogstraten, Merksplas en Wortel, werd de actie 'Handen af van Wortel-Kolonie' gelanceerd met als hoogtepunt de “Mars op Wortel” op 9 september 1995. Dit leidde tot de restauratie en herbestemming van deze waardevolle erfgoedsite.
In 1997 werd de vzw Kempens Landschap opgericht, geïnitieerd door de provincie Antwerpen en verschillende gemeentebesturen, om de zorg voor de Kolonies van Wortel en Merksplas over te nemen. Deze organisatie richt zich op het behoud van historische landschappen en open ruimtegebieden in de provincie Antwerpen.
Bovendien heeft 'Het Convent' 'het Platform voor Begijnhoven' in het leven geroepen, met als doel de uitwisseling van ervaringen en overleg tussen eigenaren, beheerders en gebruikers van verschillende begijnhoven te bevorderen. De begijnhoven zijn opnieuw van belang geworden, vooral na hun erkenning als UNESCO Werelderfgoed, en bieden een oase van rust in drukke stedelijke omgevingen.
Vereniging 'Het Convent' blijft een drijvende kracht achter het behoud van cultureel erfgoed en een inspiratiebron voor toekomstige generaties erfgoedliefhebbers. Haar inzet en toewijding aan het bewaren van het verleden met een visie op de toekomst blijven van onschatbare waarde voor erfgoedgemeenschappen.